# De vluchteling van Hamburg

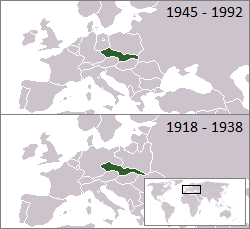
De ligging van Tsjecho-Slowakije in Europa.

Het IJzeren Gordijn markeert de gens tussen West- en Oost-Europa.

De vluchteling van Hamburg is een spionageroman van auteur Gérard de Villiers en is het 65e deel uit de S.A.S.-reeks met als protagonist de Oostenrijkse prins en freelance CIA-agent Malko Linge.

## Het verhaal
Een grenswacht van Duitse Democratische Republiek heeft de Verenigde Staten te kennen gegeven dat hij wenst over te lopen naar het Westen. De CIA is hiervan zeer gecharmeerd omdat de overloper, Hans Dorbach, over zeer interessante informatie beschikt. De CIA zet dan ook een vluchtroute naar het Westen op touw.
Deze vluchtroute verloopt via Tsjecho-Slowakije. Hier ontstaan de eerste problemen. De Oost-Duitsers hebben lucht van de operatie gekregen en sluiten de grenzen langs het IJzeren Gordijn hermetisch af.
Dorbachs minnares verdwijnt echter spoorloos nadat zij veilig in het Westen is aangekomen en tot overmaat van ramp heeft ze alle documenten meegenomen. Met deze documenten wil ze alle Oost-Duitsers mollen chanteren.
Kan Malko de minnares tijdig opsporen en de geheime documenten veilig stellen?

## Personages
- Malko Linge, een Oostenrijkse prins en CIA-agent;
- Hans Dorbach, een officier van de Oost-Duitse grenswachten;
- Renata Hurwitz, de maîtresse van Hand Dorbach.